# Caladenia exilis
Caladenia exilis är en orkidéart som beskrevs av Stephen Donald Hopper och Andrew Phillip Brown. Caladenia exilis ingår i släktet Caladenia och familjen orkidéer.

## Underarter
Arten delas in i följande underarter:
- C. e. exilis
- C. e. vanleeuwenii